# Cock 10/54 Cymru beats
Cock 10/54 Cymru beats (conosciuto anche come drukQs 2 Track Promo) è un EP del musicista Richard D. James pubblicato dalla Warp Records il 1º settembre 2001 con lo pseudonimo Aphex Twin. È un promo del doppio album Drukqs, pubblicato il 22 ottobre 2001.
L'album è composto da due remix di brani presenti nell'album drukQs.

## Tracce
1. 54 Cymru beats (Argonaut Mix) – 6:03
2. Cock 10 (Delco Freedom Mix) – 5:08